# Thomas Fellow

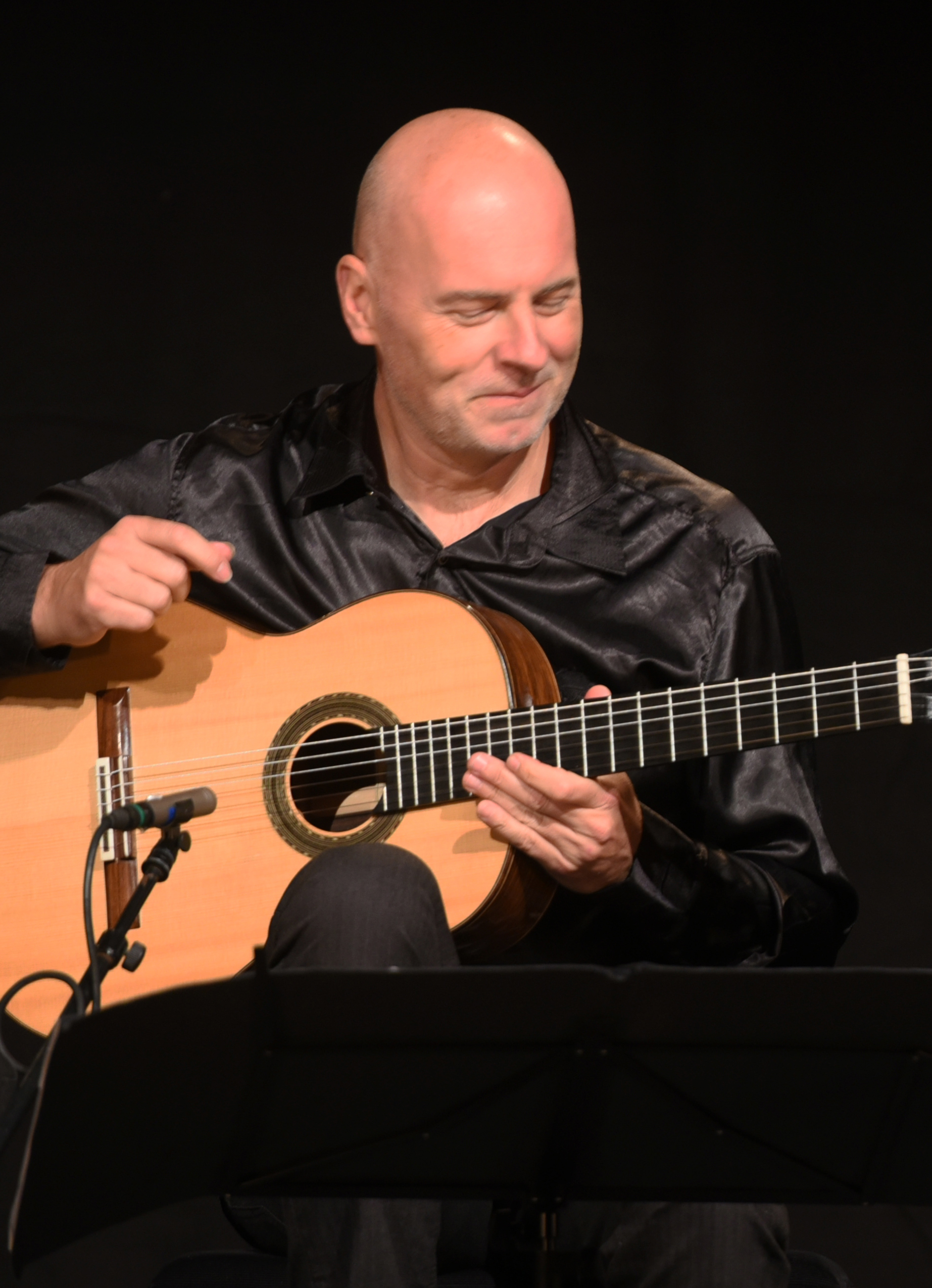
Thomas Fellow (2018)

Thomas Fellow (* 1966 in Leipzig als Thomas Günther) ist ein deutscher Gitarrist, der zunächst im Bereich der klassischen Musik und ab 1992 in der virtuosen Popmusik hervorgetreten ist.

## Leben und Wirken
Fellow spielte bereits mit sieben Jahren Gitarre; nach ersten Auszeichnungen bei nationalen Wettbewerben begann er 1982 sein Studium der Konzertgitarre an der Hochschule für Musik „Franz Liszt“ Weimar; eine Meisterklasse bei Monika und Jürgen Rost schloss sich an. Seit 1989 arbeitete er als Konzertgitarrist. Er spielte als Solist mit dem Kammerorchester Carl Philipp Emanuel Bach, trat international auf und interpretierte ihm gewidmete Werke, u. a. von Carlo Domeniconi und Jaime Zenamon. Nach Preisen bei verschiedenen internationalen Wettbewerben (u. a. Esztergom und Markneukirchen) schloss er 1992 seine Tätigkeiten in der Klassik mit einem Konzert in der Philharmonie Berlin ab.
Seit 1991 spielt Fellow mit der Sängerin Constanze Friend im Duo Friend 'n Fellow, welches weltweit auftrat und zahlreiche Alben einspielte. Das Duo absolvierte mehr als 1000 Auftritte und verkaufte mehr als 100.000 CDs. Zudem ist er seit 2000 im Duo Hands on Strings mit dem Gitarristen Stephan Bormann aktiv, mit dem er bisher vier CDs veröffentlichte.
Im Jahr 2012 bildete er gemeinsam mit Pavel Steidl, Zoran Dukić und Reentko Dirks das European Guitar Quartet, mit dem zunächst das Album Danza entstand. Die Gruppe erhielt Einladungen zu Festivals in Mexiko, den USA, Frankreich, Serbien, Spanien, der Schweiz, zu einer Konzertreise durch Kolumbien und in das Concertgebouw in Amsterdam.
Fellow ist Professor für Akustische Gitarre (Konzertmusik, Worldmusic, Jazz, Pop) an der Hochschule für Musik „Carl Maria von Weber“ Dresden. Mitte der 1990er-Jahre gründete er in Dresden den Lehrgang Akustische Gitarre – Konzertmusik, Worldmusic, Jazz, Pop. Er verfasste ein Lehrbuch und mehrere Kompositionssammlungen, die beim Verlag Schott Music erschienen. Außerdem unterrichtete er an der Capital University in Columbus/USA, am Real Conservatorio Superior de Música in Granada/Spanien und an der Anton Bruckner Privatuniversität in Linz/Österreich.

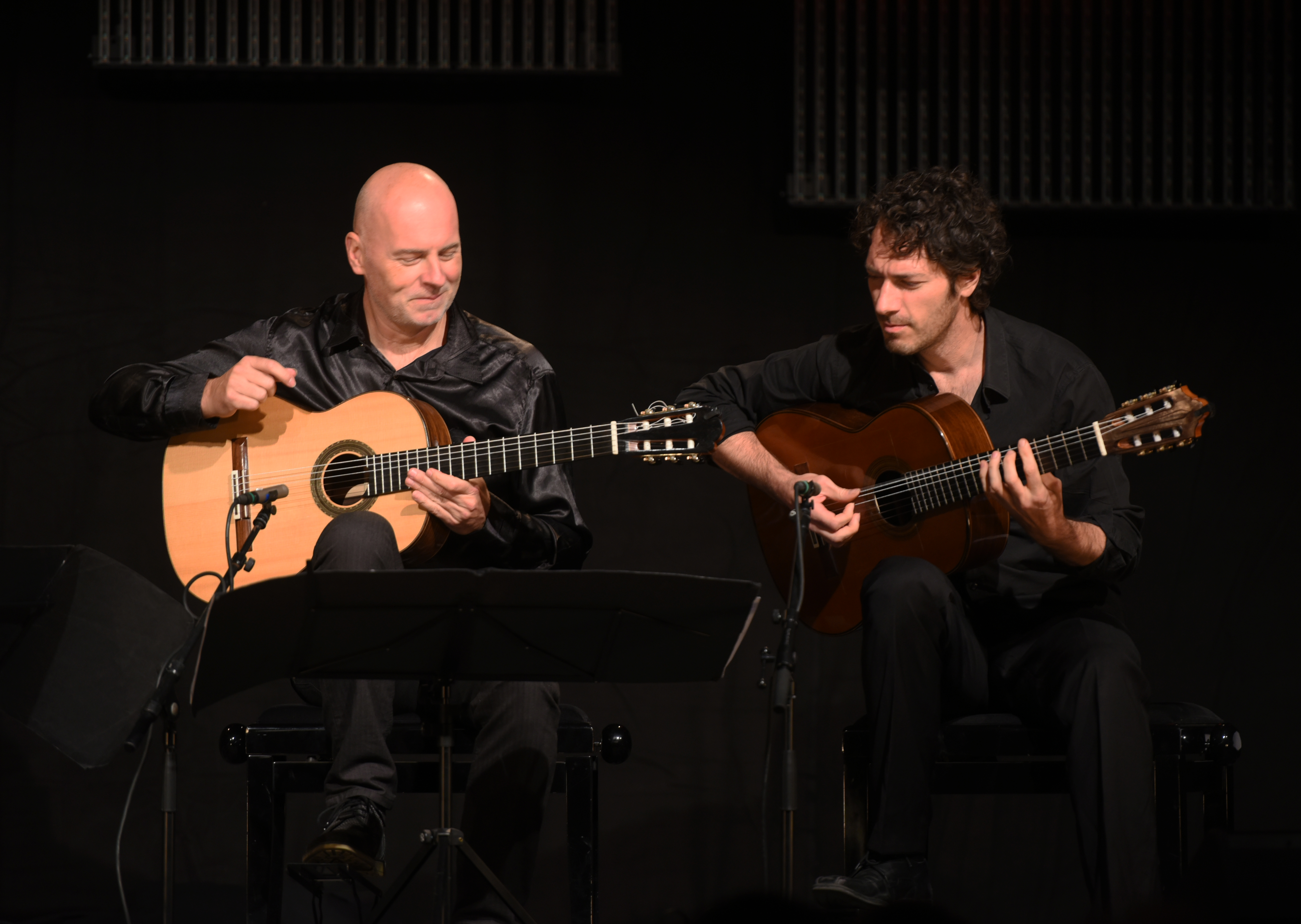
Thomas Fellow (links) beim Hamburger Gitarrenfestival 2018 mit Reentko Dirks

## Werke

### Tonträger

#### MitFriend ’n Fellow
- 2019: Characters (Doctor Heart Music)
- 2017: Song Collection 1995-2003 (Doctor Heart Music, Box-Set mit 6 CDs)
- 2016: Silver Live (Doctor Heart Music)
- 2015: About April (Doctor Heart Music)
- 2010: Discovered (Ruf Records)
- 2009: Lady (Ruf Records)
- 2006: Crystal (Ruf Records)
- 2005: Covered (Ruf Records)
- 2003: Live (Ruf Records, DVD oder 2 CDs)
- 2001: Taxi (Ruf Records)
- 1998: Purple Rose (Ruf Records)
- 1997: Home (Ruf Records)
- 1995: Fairy Godmother (Eigenverlag)

#### MitHands on Strings
- 2014: Prometheus (Doctor Heart Music)
- 2009: LOCO (Ozella Music)
- 2006: OFFROAD (Ozella Music)
- 2002: PANAMERICANA (Ruf Records)

### Bücher
- Pocket fantasies: Fellow guitar music collection : vol. II - intermediate to advanced : 37 miniatures for solo guitar. Schott, Mainz 2017.
- Medusa: for solo guitar. Schott, Mainz 2016.
- Fellow Guitar Book – Harmonielehre und moderne Liedbegleitung für Gitarre. Schott, Mainz 2009. ISBN 978-3-7957-5954-4